# Club Deportivo España (Palma)
El Club Deportivo España (originalmente, España Foot-ball Club) fue un club de fútbol de Palma (Mallorca, Islas Baleares), fundado en 1924 y desaparecido en 1933. Fue uno de los equipos más representativos de la ciudad durante los años 20 y 30.

## Historia
El 22 de marzo de 1924, diversos diarios de Palma se hicieron eco de la fundación del España Foot-Ball Club. Tenía su sede social en el Bar España (també llamado Can Vinagre) en la Calle Olmos, 71 de la ciudad. El primer partido del cual tenemos constancia tuvo lugar el 19 de marzo del mismo año, contra un equipo de El Arenal (Lluchmayor) (1-2). El equipo llevaba camiseta rojigualda (haciendo honor a su nombre) en franjas verticales, y pantalones negros u oscuros.
Inicialmente el club compitió obteniendo resultados discretos, jugando algunos años en la Segunda Categoría del Campeonato de Mallorca, entonces el nivel más bajo de la competición territorial. A finales de 1928 se fusionó con el Palma FC, otro pequeño club de la ciudad que tenía su sede social muy cerca: el Bar Olmos, en el número 57 de la misma Calle Olmos, adoptando el nombre de Club Sportivo España. Desde entonces su potencial fue incrementándose, se consolidó como uno de los principales equipos de Segunda Categoría del campeonato y con opciones reales de ascenso a Primera.
Por fin, en 1932 logró ascender a Primera Categoría. Aquel mismo año se vinculó con la Sociedad Sportiva La Salle, aunque el club mantuvo su nombre. En la siguiente temporada el club protagoniza un gran campeonato y alcanza el tercer lugar del Campeonato de Mallorca, solo por detrás del CD Constancia y CD Mallorca. Pero a pesar del éxito logrado, a finales de la misma temporada la asociación con La Salle se rompe y el club desaparece.

## Terreno de juego
Durante muchas temporadas el equipo jugó de prestado en campos de otros clubes o en terrenos de ínfimo nivel. Poco después de la fusión de 1928, el club alquiló un terreno de juego estable en la Calle 31 de diciembre, donde compitió hasta 1932 que se trasladó al campo de La Estrella, propiedad de La Salle, hasta la desaparición del club.

## Estadísticas

### Temporadas
- Primera Categoría del Campeonato de Mallorca (1): 1932-33
- Segunda Categoría del Campeonato de Mallorca (5): 1925-26, 1927-28, 1929-30, 1930-31 y 1931-32
- Tercera Categoría del Campeonato de Mallorca (1): 1928-29

### Campeonato de Mallorca
| - 1924-25: no participa - 1925-26: 2ª Categoría (9º) (*) - 1926-27: no participa | - 1927-28: 2ª Categoría (Gr. A, 3º) - 1928-29: 3ª Categoría (1r) - 1929-30: 2ª Categoría (Gr. A, 2º) | - 1930-31: 2ª Categoría (1º) - 1931-32: 2ª Categoría (1º) - 1932-33: 1ª Categoría (3º) |

 - Ascenso 

 - Descenso
(*) Campeonato escindido de la Federación Balear

## Palmarés
- Campeonato de Mallorca de Segunda Categoría (2): 1931, 1932
- Campeonato de Mallorca de Tercera Categoría (1): 1929